# K.J. Noons
Karl James „K.J.” Noons (ur. 7 grudnia 1982 w Kailua) – amerykański zawodnik mieszanych sztuk walki (MMA), bokser, kickbokser oraz karateka hawajskiego pochodzenia, mistrz Elite Xtreme Combat w wadze lekkiej z 2007. W swojej karierze walczył w takich organizacjach jak UFC, DREAM czy Strikeforce.

## Kariera sportowa
W MMA zadebiutował 12 października 2002 podczas turnieju Renegades Extreme Fighting, gdzie doszedł do finału przegrywając w nim z Buddy Clintonem. Po debiucie w MMA skupił się na kick-boxingu i boksie wygrywając większość ze swoich walk. W sumie bilans w boksie zawodowym zamknął 11 zwycięstwami i 5 porażkami. W 2004 próbował wygrać kwalifikacje olimpijskie w boksie jednak odpadł w półfinale zawodów. W kick-boxingu oraz formułach zbliżonych m.in. sanda i muay thai został m.in. amatorskim mistrzem ISKA w wadze superśredniej, a jego bilans w kick-boxingu i dyscyplinach pokrewnych wyniósł ostatecznie 13 zwycięstw przy 1 porażce.
Do MMA wrócił w 2005 wygrywając w przeciągu jednego roku trzy pojedynki na galach Superbrawl i ICON Sport na Hawajach. Na początku 2007 związał się z Elite Xtreme Combat, a zadebiutował w niej 10 lutego 2007 przegrywając przez nokaut z Charlesem Bennettem w pierwszej rundzie. Po nieudanym początku w organizacji 27 lipca 2007 wygrał z Jamesem Edsonem Berto przez nokaut na gali ShoXC: Elite Challenger Series. Jeszcze w tym samym roku 10 listopada zmierzył się o inauguracyjne mistrzostwo Elite Xtreme Combat wagi lekkiej z Nickiem Diazem, z którym ostatecznie wygrał przez techniczny nokaut (niedopuszczenie Diaza do kontynuowania pojedynku przez lekarza) i zdobył pas.
14 czerwca 2008 obronił tytuł w starciu z Bahamczykiem Yvesem Edwardsem, którego znokautował w 48 sekundzie pierwszej rundy. W październiku 2008 EliteXC ogłosiło bankructwo i zakończyło działalność. Większość aktywów i kontraktów zawodniczych zostało wykupionych w 2009 przez wieloletniego współorganizatora gal – Strikeforce, w tym kontrakt Noonsa. W nowej organizacji zadebiutował 16 czerwca 2010 pokonując niejednogłośnie na punkty Conora Heuna.
Po pokonaniu Jorge Gurgela 21 sierpnia 2010 otrzymał szansę walki o mistrzostwo Strikeforce wagi półśredniej w rewanżowym starciu z Nikiem Diazem. Do walki doszło 9 października 2010, gdzie ostatecznie lepszy okazał się Diaz, który pokonał Noonsa jednogłośnie na punkty. W kolejnych latach dwukrotnie przegrywał pojedynki eliminacyjne do walki o mistrzostwo Strikeforce, najpierw 18 czerwca 2011 z Jorge Masvidalem, następnie 3 marca 2012 z Joshem Thomsonem.
Na początku stycznia 2013 Strikeforce zostało zamknięte przez korporację Zuffa (właścicieli m.in. Ultimate Fighting Championship) po wcześniejszym wykupieniu organizacji. Noons jak i wielu innych czołowych zawodników Strikeforce zostało przeniesionych do UFC. 25 maja 2013 na UFC 160 zmierzył się z Donaldem Cerrone, z którym przegrał na punkty. W kolejnych dwóch pojedynkach pokonywał George’a Sotiropoulosa i Sama Stouta. Za wygraną z tym drugim otrzymał wyróżnienie w ramach występu wieczoru. W kolejnych latach walczył bardzo rzadko, tocząc średnio jedną walkę rocznie. 12 grudnia 2014 zmierzył się z Daronem Cruickshankiem, jednak walka została przerwana i ogłoszona jako nierozstrzygnięta wskutek przypadkowego wsadzenia palca w oko przez Noonsa. Kolejna dwa pojedynki przegrywał, najpierw 30 maja 2015 przez poddanie z Alexem Oliveirą, następnie 6 lutego 2016 z Joshem Burkmanem jednogłośną decyzję sędziów. Po dwóch porażkach z rzędu w kwietniu 2016 został zwolniony z UFC.

## Osiągnięcia[3]
Mieszane sztuki walki:
- 2002: Renegades Extreme Fighting – finalista turnieju wagi lekkiej
- 2007–2008: mistrz EliteXC w wadze lekkiej

Sanshou (Sanda):
- mistrz Art of War w wadze średniej
- U.S. Open International Martial Arts Championships – 1. miejsce
- amatorski międzynarodowy mistrz ISKA w wadze superśredniej

Kenpō karate:
- 1997: Long Beach International Karate Championships – 1. miejsce, czarne pasy, U17